# Мајк Кенерти
Мајкл Брајан Кенерти (енгл. Michael Brian Kennerty; Едмонд, Оклахома, 20. јул 1980) амерички је музичар и музички продуцент. Познат је као гитариста бенда The All-American Rejects коме се придружио 2002. године.

## Дискографија
Албуми
- The All-American Rejects " Move Along" 2005. године
- The All-American Rejects " The All-American Rejects" - 2002. године
- The All-American Rejects " When The World Comes Down" - 2008. године

Демо албуми
- The All-American Rejects "The Bite Back" 2005. године
- These Enzymes "Henry" 2004. године
- Euclid Crash "F.M.O." 2002. године
- The All-American Rejects "Same Girl, New Songs" 2001. године

ДВД
- The All-American Rejects "Live from Oklahoma...The Too Bad For Hell DVD" 2003. године